# Unst
Unst (/ˈʌnst/) là một đảo trong cụm North Isles của quần đảo Shetland, Scotland. Đây là đảo có người ở nằm xa nhất về phía bắc trong quần đảo Anh và là đảo lớn thứ ba Shetland sau Mainland (đảo chính) và Yell. Nó có diện tích 46 dặm vuông Anh (120 km2).
Trên Unst chủ yếu là đồng cỏ, ven bờ là vách đá. Làng chính là Baltasound, trước đây là cảng cá trích lớn thứ nhì sau Lerwick, giờ là điểm nghỉ dưỡng và nơi đặt sân bay. Hai địa điểm nổi bật khác là Uyeasound (nơi có Greenwell's Booth, một nhà kho thời Hanse, và lâu đài Muness xây năm 1598) và Haroldswick (có một bảo tàng tàu thuyền nhỏ và một trung tâm di sản).

## Từ nguyên
Có ba tên đảo không rõ nguồn gốc trên Shetland: Unst, Fetlar và Yell. Dạng cổ nhất đã ghi nhận của ba cái tên này đều có nghĩa trong tiếng Bắc Âu cổ: Fetlar là dạng số nhiều của fetill nghĩa "đai vai", Ǫmstr nghĩa là "ụ hạt", í Ála (từ ál) nghĩa "rãnh sâu".
Tuy vậy, ý nghĩa của những tên gọi này không thực sự thích hợp làm tên đảo và có lẽ đơn thuần là ký âm tên gốc bằng việc dùng tiếng Bắc Âu cổ. Có khả năng chúng mang gốc Pict nhưng chẳng có gì minh chứng được cho điều này. Taylor (1898) cho rằng Unst bắt nguồn từ "Ornyst" tiếng Bắc Âu cổ, nghĩa là "tổ đại bàng".

## Địa lý
Hòn đảo này sở hữu một số danh hiệu "cực bắc" của Vương quốc Liên hiệp: điểm dân cư bé nhỏ Skaw ở đông bắc đảo là điểm dân cư cực bắc của Vương quốc Liên hiệp; Haroldswick có nhà thờ nằm xa nhất về phía bắc; ngọn hải đăng Muckle Flugga, nằm trên một hòn đảo ngay phía bắc Unst, hoạt động từ năm 1858 và là hải đăng xa nhất về phía bắc, gần đó Out Stack, đảo đá cực bắc của Vương quốc Liên hiệp.
Tây Na Uy cách nơi này 300 km.